# Коридор (фільм, 2010)
Коридор — канадський фільм жахів 2010 року, режисером якого є Еван Келлі. У головних ролях — Стівен Чемберс, Джеймс Гілберт, Девід Патрік Флемінг, Мері-Колін Чисхолм і Найджел Беннетт.

## Сюжет
Група шкільних друзів зустрілися багато років по тому на вечірці і згадують старі часи. Ізольовані глибоко в засніженому лісі, вони натрапляють на таємничий коридор світла. Як і наркотики, енергія коридору споживає їх, доводячи їх до точки божевілля: вони накидаються один на одного, відводячи своє зло на наступний рівень. Хаос приводить до вбивства, коли вони змагаються, щоб вижити та пережити один одного і надприродні сили коридору.

## У ролях
- Стівен Чемберс — Тайлер Кроулі;
- Джеймс Гілберт — Еверетт Манетт;
- Девід Патрік Флеммінг — Кріс Комо;
- Matthew Amyotte — Роберт Bobcat Comeau;
- Глен Меттьюз — Джим Huggs Huggan;
- Мері-Колін Чисхолм — Поліна Кроулі;
- Найджел Беннетт — Лі Шепард;
- Elphege Bernard — студентка;
- Хізер Сальсбері — Лі[2].